# Egebjerg (Svendborg)
Egebjerg  is een plaats en voormalige gemeente in Denemarken.

## Voormalige gemeente
De oppervlakte bedroeg 123,83 km². De voormalige gemeente telde 8792 inwoners. Hoofdplaats van de gemeente was Vester Skerninge. Sinds 1 januari 2007 hoort de oud-gemeente bij Svendborg.

## Plaats
Egebjerg is een gehucht ten noorden van Vester Skerninge, tussen de dorpjes Rødme en Kirkeby.